# Elly Beinhorn
Pour les articles homonymes, voir Beinhorn.
Elly Rosemeyer-Beinhorn, née le 30 mai 1907 à Hanovre, décédée le 28 novembre 2007 à Ottobrunn, était une pilote allemande célèbre du XXe siècle. Dans les années 1930, elle a établi de nombreux records de distance.

## Sa vie et sa carrière
Elly Rosemeyer-Beinhorn était la fille unique d’un commerçant nommé Hans Beinhorn. Dès l’âge de seize ans, elle voulut partir à l’aventure et envoya une candidature au zoo de Hambourg (Hagenbeck) pour attraper des animaux sauvages – sans cependant recevoir de réponse… Au cours de l’été 1928, elle assista à une conférence tenue par le pilote Hermann Köhl. À partir de ce jour, elle n’eut plus qu’une idée en tête : piloter. L’aéroclub de Hanovre refusa d’enseigner le pilotage à une femme et elle partit donc à Berlin-Staaken.
Elly Beinhorn s’assit aux commandes d’un avion pour la première fois au mois de novembre 1928. Son instructeur était Otto Thomsen (it), celui-là même qui enseigna aussi le pilotage à Hanna Reitsch et Wernher von Braun. Thomsen était un bon instructeur et Elly dut apprendre en plus de la technique du pilotage, tout ce qui avait trait aux moteurs, à la météorologie et aux instruments en passant par les aspects juridiques du métier.
Elle obtint son brevet de pilote privé (PPL) au cours de l’hiver 1929. Elle continua sa formation (voltige aérienne) à Würzbourg auprès de Robert Ritter von Greim. Elle s’acheta un monoplan ailes basses Messerschmitt M23 avec ses économies. Elle participa à son premier « meeting aérien » à Königsberg en Prusse-Orientale sous le regard de Ernst Udet.
Le premier championnat de voltige aérienne féminin eut lieu en juin 1930 sur l’aérodrome de Bonn-Hangelar. Ayant mal lu le règlement, elle ne respecta pas le déroulement prescrit pour effectuer les figures. Elle dut laisser le titre de championne à la pilote de Cologne Liesel Bach qui le défendit avec succès pendant plusieurs années.

### Premier vol en Afrique (1931)
Beinhorn rêvait de faire un vol longue distance mais l’argent lui manquait. Avec Katja Heidrich, elle fit des vols publicitaires pour une brasserie de la Sarre et constitua un capital de départ. Elle fit son premier atterrissage de détresse à Sarrebruck. En voulant faire un poser un peu trop « sportif », le nez de l’appareil toucha la piste et l’appareil s’écrasa. Beinhorn et son passager en sortirent cependant indemnes.
Cependant la chance lui sourit enfin : le chercheur autrichien Hugo Bernatzik et le professeur Struck du musée d’ethnologie de Dresde étaient en train de mettre sur pied une expédition en Afrique occidentale pour explorer l’archipel des Bijagos. Bernatzik n’avait rien contre le fait d’avoir une femme aux commandes mais n’avait pas l’argent nécessaire pour acheter un avion neuf muni de flotteurs. Elly Beinhorn trouva un Klemm Kl 26 d’occasion qu’elle fit réviser à fond à Böblingen.
Elle partit pour son premier vol vers l’Afrique le 4 janvier 1931 mais dut atterrir dans un champ enneigé en Forêt Noire après seulement 650 km, ses bougies d’allumage encrassées. Après qu’un mécanicien des usines Klemm de Böblingen eut monté des bougies neuves, elle rallia Cap Juby en traversant l’Espagne, passant par Gibraltar, Rabat et Casablanca. Elle suivit ensuite la côte africaine sur 2 000 km jusqu’à Dakar. Elle arriva à Bissau le 1er février où elle retrouva Bernatzik. Elle travailla pendant plusieurs semaines avec lui et fit les photographies aériennes qu’il souhaitait. Elle vécut alors de nombreuses aventures qu’elle a consignées dans son autobiographie : fourmis en cabine, tempêtes de sable, nuages de sauterelles, mais aussi des safaris et un vol vers l’île de Bubaque.

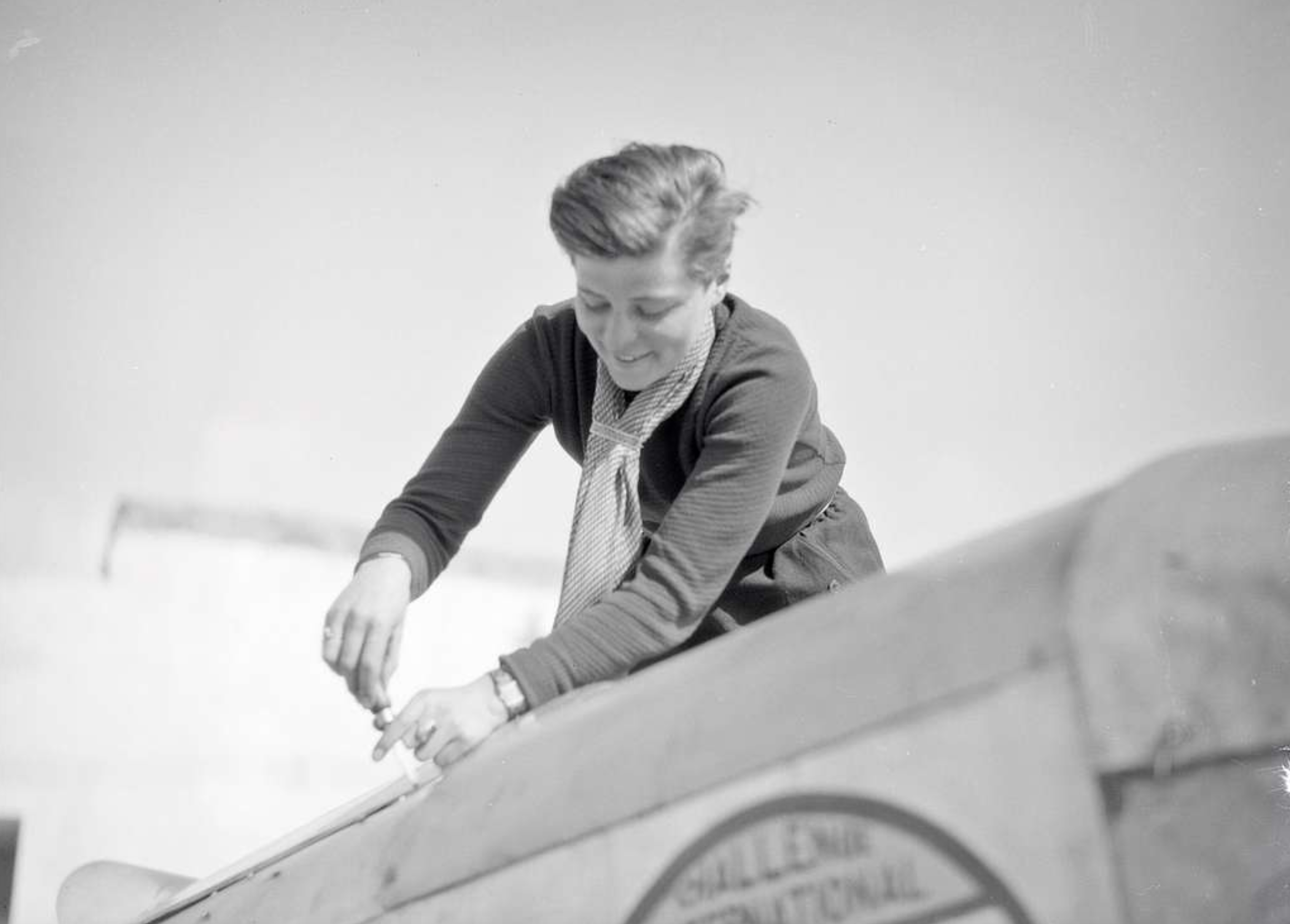
Elly Beinhorn travaillant sur son avion à Cap Juby (1931). Photographie de Walter Mittelholzer, ETH-Bibliothek, Zurich, Suisse.

Elle fut victime au cours du vol de retour d’une rupture d’une tuyauterie de carburant entre Bamako et Tombouctou et fit un atterrissage en détresse dans la forêt vierge. Elle fut recueillie par une tribu de Songhai qui envoyèrent un messager à Tombouctou. Pendant cinq jours, elle put entendre les avions qui la cherchaient mais ne put leur donner signe de vie. Elle finit par rencontrer un Songhai qui parlait français et qui la conduisit à Tombouctou. Elle y parvint enfin à pied, malade et épuisée. La nouvelle fit le tour du monde et elle devint célèbre du jour au lendemain.
Après quelques jours de repos, elle partit avec une équipe dans la jungle pour essayer de récupérer son appareil. Elle ne put sauver que le moteur et les instruments. Un avion militaire la ramena à Bamako où elle apprit sa célébrité : un quotidien berlinois (le BZ am Mittag) voulait mettre un avion à sa disposition et envoya Theo Osterkamp à Casablanca avec le nouvel avion. Elle le rejoignit en train et en bateau. De là, ils repartirent tous deux vers Rome où Osterkamp prit le train. Elle rallia l’Allemagne et atterrit à Berlin-Staaken le 29 avril 1931.

### Letour du mondeen solo (1932)
Peu après son retour en Allemagne, Elly Beinhorn avait déjà de nouveaux plans. Elle voulait aller « quelque part en bas, à droite » (sur la carte du monde). Il lui fallait d’abord rembourser ses dettes et rassembler des fonds pour le projet suivant. Elle fit une série de conférences, écrivit des articles dans la presse et donna des interviews et sa célébrité lui amena des sponsors pour financer un vol vers les Indes.
Elle décolla son avion Klemm L 25 de Berlin-Staaken le 4 décembre 1931 en direction des Indes. Elle fit escale en Turquie, à Bagdad, puis passa par Bushehr sur la côte du golfe Persique. Peu avant d’arriver à Bushehr, elle dut faire un atterrissage forcé car les tuyauteries de carburant étaient encrassées à cause de la mauvaise qualité de l’essence. Elle fit à pied les 150 km qui la séparaient encore de Bushehr où elle fit la connaissance du pilote américain Moye Stephens (en) et de l’écrivain globe-trotter Richard Halliburton. Les deux s’accordèrent pour lui venir en aide. Lorsque le Klemm eut été transporté à Bushehr et réparé, ils continuèrent ensemble vers Âgrâ, Allahabad et Calcutta. Elly espérait y retrouver sa collègue Marga von Etzdorf, mais celle-ci était bloquée en Chine. Alors qu’elle attendait des nouvelles de Etzdorf, elle rencontra Charles Kingsford Smith qui lui parla de l’Australie.
Elle était indécise. Voler en direction de l’Australie lui parut d’abord trop dangereux. Elle ne voulait pas aller au Japon à cause des émeutes en Chine. Accompagnée de Stephens et de Halliburton, elle partit dans l’Himalaya. Après une escale à Calcutta, ils rallièrent Bangkok et Singapour. Là, leurs chemins se séparèrent : celui qu’on appelait « le tapis volant » continua vers Bornéo et les Philippines alors qu’elle rejoignit les îles de la Sonde.
À Batavia où elle fut la première femme à atterrir, elle fut reçue en héroïne. Elle dut assister à une infinité de réceptions. Pour passer le temps, elle s’équipa de cartes et parla avec des pilotes qui avaient déjà survolé la mer de Timor. Tous lui déconseillèrent de s’aventurer dans une traversée dangereuse avec son petit monomoteur Klemm, trop poussif, fragile et sous-instrumenté au plan de la navigation. Ces avis négatifs la piquèrent au vif et elle voulut réussir l’impossible. Elle partit de Surabaya pour rejoindre Bali.
Le survol de la mer de Timor était prévu pour durer sept heures. En raison des avertissements de ses collègues masculins, elle se fit accompagner par trois hydravions anglais qui devaient la sauver en cas d’amerrissage forcé. Ils arrivèrent sans encombre à Darwin où elle reçut un accueil triomphal.
Elle rejoignit ensuite Sydney en cinq jours. Elle y arriva le 2 avril 1932 et y fut accueillie en vol par Charles Kingsford Smith et de nombreux autres pilotes. Elle y passa un mois à y faire des conférences et gagner de l’argent pour payer les vols suivants. Pendant ce temps, elle préparait son voyage en Amérique du Sud.
La distance était trop grande pour le petit monomoteur Klemm. Il fut démonté et embarqué pour la Nouvelle-Zélande. Là, il fut transbordé et franchit l’océan Pacifique sur un autre navire. Arrivée à Panama, elle apprit qu’il n’était pas possible de continuer vers le sud car il n’y avait pas d’aérodrome ni d’essence sur 2 000 km le long de la côte ouest. Elle fit remonter son appareil sur l’aérodrome de Panama et ajouter six réservoirs auxiliaires, en contrepartie de quoi, elle dut abandonner beaucoup de choses, dont un gramophone qu’elle avait apporté avec elle depuis le tout début de son périple. Elle avait de l’essence pour 11 heures de vol.
Elle suivit la côte jusqu’à Cali en Colombie. Bien qu’ayant tout préparé au mieux, elle avait des craintes. Elle vola en zigzags pour passer au-dessus de toutes les stations radio situées sur sa route afin que l’on sache où elle se trouvait en cas de problème. De Cali, elle continua vers Lima où elle fut reçue par le président et où le ministre de l’Aviation du Pérou la décora et lui décerna la « Croix de pilote ».
De là, elle rallia Arica au Chili. En raison des troubles politiques, l’essence y était rationnée : chacun n’avait droit qu’à cinq litres par semaine ! Les immigrés allemands du Chili avaient cependant entendu parler de leur célèbre compatriote et prirent sur leurs propres rations pour lui permettre de rallier Santiago du Chili. Là, on lui dit qu’il lui serait absolument impossible de franchir les Andes avec un petit Klemm. Pendant ce temps, une révolution eut lieu et elle resta bloquée sur place. Elle occupa son temps à faire des photos et des films qui lui serviraient plus tard pour ses conférences.
Le col qu’elle devrait franchir était situé à 5 000 m d’altitude. Pour y arriver, elle dut encore abandonner du ballast… Ses bagages devaient la suivre dans un avion de ligne. En outre, elle fit installer un équipement respiratoire à oxygène. Le trajet pour aller à Mendoza en Argentine mesure environ 250 km et elle pensait les faire en deux heures. Au niveau du col, elle fut prise dans des courants ascendants dangereux. L’appareil fut secoué entre les parois rocheuses et l’alimentation en carburant plusieurs fois interrompue. Elle arriva cependant à bon port.
Elle pensait ensuite ne pas avoir de problèmes pour survoler la Pampa. Une rupture de joint de culasse l’obligea cependant à faire un atterrissage de fortune. Après avoir évalué les dégâts, elle décida de rajouter de l’huile et de continuer le vol sur Buenos Aires pour y faire effectuer la réparation. Elle y fut également reçue avec tous les honneurs.
Elle voulait ensuite rejoindre Rio de Janeiro et s’y embarquer pour l’Europe. Les intempéries l’obligèrent cependant à prendre un bateau à partir de l’Argentine. Elle rejoignit donc Bremerhaven en trois semaines à bord du « Cape North ». Parmi les membres du comité d’accueil se trouvait la malchanceuse Marga von Etzdorf, qui la félicita de revenir avec un avion intact. Le « coucou en bois » fut remonté et elle repartit vers Berlin où elle arriva le 26 juillet 1932.
Lorsque tous les beaux discours et félicitations se turent, elle se retrouva accablée de 16 000 Reichsmarks de dettes. Son sauvetage vint de Paul von Hindenburg qui créa le prix « Hindenburg » doté de 10 000 Reichsmarks destiné à récompenser une performance sportive aérienne exceptionnelle. L’association de l’industrie aéronautique allemande (Reichsverband der Deutschen Flugzeugindustrie) prit le reliquat à sa charge. Elly Beinhorn put ainsi se lancer directement dans sa prochaine aventure.

### La seconde expédition en Afrique (Transafrikana, 1933)
Après son tour du monde, tout était devenu un peu plus facile pour celle qu’on appelait la femme la plus célèbre d’Allemagne. Grâce à ses conférences, ses reportages, films et photos elle put rassembler en quelques mois suffisamment d’argent et un nouvel avion (à cockpit fermé cette fois-ci !) fut mis à sa disposition. Partant de Berlin, elle voulait rallier Le Caire en passant par Constantinople et Alep, puis remonter le Nil en passant par Khartoum, Djouba et enfin continuer vers le cap de Bonne-Espérance en passant par Nairobi et Johannesbourg.
Elle rencontra cependant de nombreux problèmes en route. La mort tragique de sa collègue Marga von Etzdorf l’avait fortement éprouvée. Ensuite, elle dut se battre sans cesse contre la bureaucratie des administrations coloniales. Il était, par exemple, interdit aux femmes de survoler le Soudan sans accompagnement masculin. Comme ses arguments ne l’emportaient pas (d’avoir fait le tour du monde sans protecteur), elle se mit à la recherche d’un avion d’accompagnement. Deux pilotes anglais se firent une joie de lui tenir compagnie. Lorsque ceux-ci durent faire un atterrissage de fortune en cours de route, Beinhorn continua seule après avoir constaté qu’ils n’étaient pas en danger et que seul un pneu était crevé. Elle fut arrêtée à Djouba : sans accompagnateur, plus de vol possible ! Tout se compliquait : Seule, elle ne pouvait aller porter une chambre à air aux deux anglais. Finalement, les autorités anglaises lui accordèrent une autorisation exceptionnelle et elle put continuer son périple.

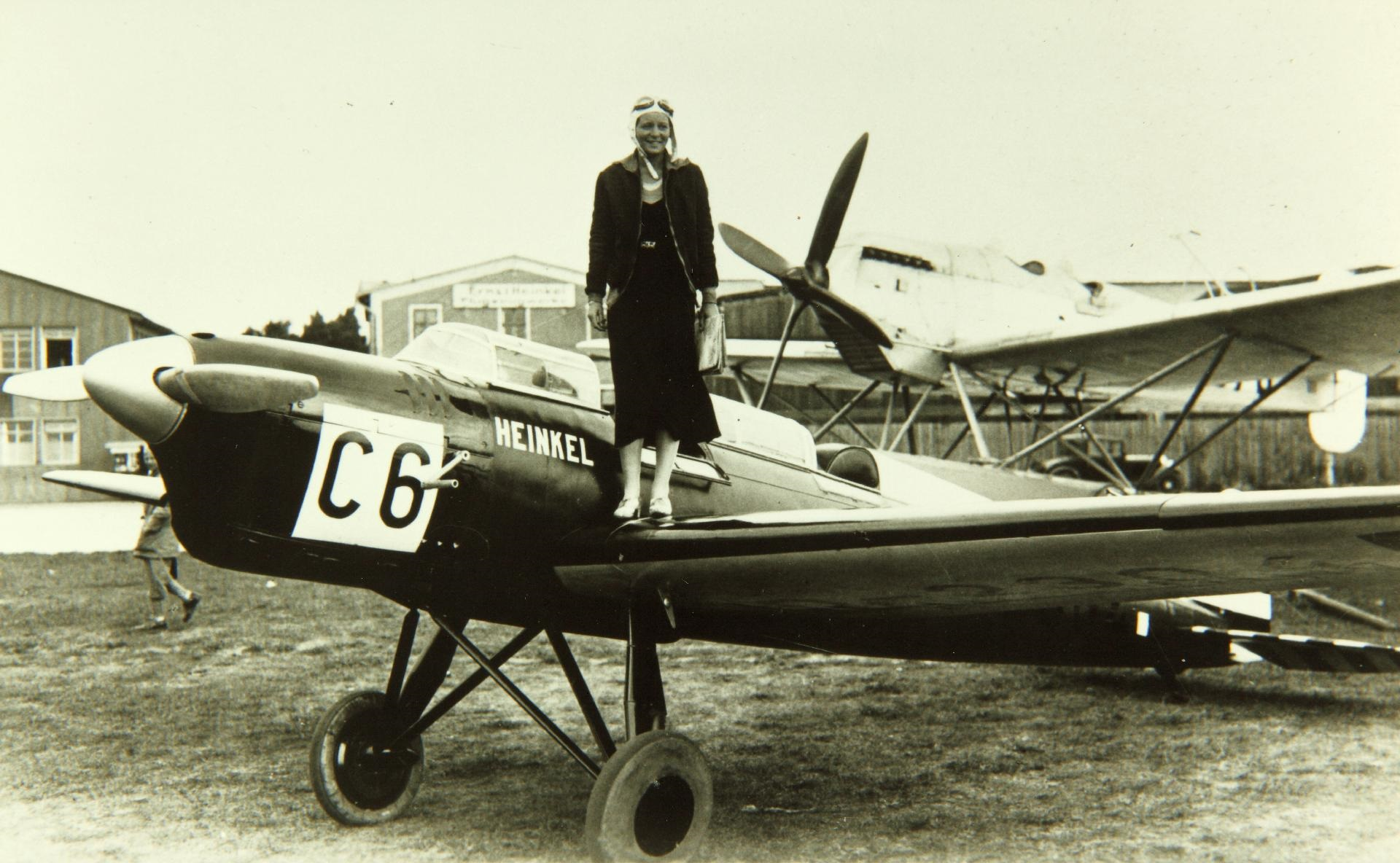
Elly Beinhorn sur un Heinkel He 64 (ca. 1934).

### Les vols en Amérique (1934)
Elly Beinhorn disposait entre-temps d’un Klemm Kl 32 équipé d’un moteur de 160 ch avec une cabine à trois sièges passagers. Elle voulait visiter les villes historiques de la civilisation Maya dans la presqu’île du Yucatan. Elle voulait combiner ce vol avec une visite des États-Unis d’Amérique.
Elle rejoignit l’autre continent en bateau. Ensuite, elle passa quelques semaines à Chichen Itza et explora les ruines seule. Puis elle partit aux États-Unis
À Los Angeles, elle retrouva Moye Stephen (en) (voir son tour du monde). Ensuite, elle rendit visite à une pilote qu’elle admirait beaucoup, Amelia Earhart au Kansas. Elle renonça à rendre visite à Anne Morrow et Charles Lindbergh lorsqu’elle apprit que le procès du ravisseur de leur enfant avait lieu à ce moment-là.
Comme toujours, elle faisait des conférences et montrait ses films. Elle était accompagnée des (femmes) pilotes de l’association Ninety-Nines pour échanger des impressions et voler avec elles. Elle retourna en Allemagne par bateau avec Thea Rasche.

## Les records (1935 et 1936)

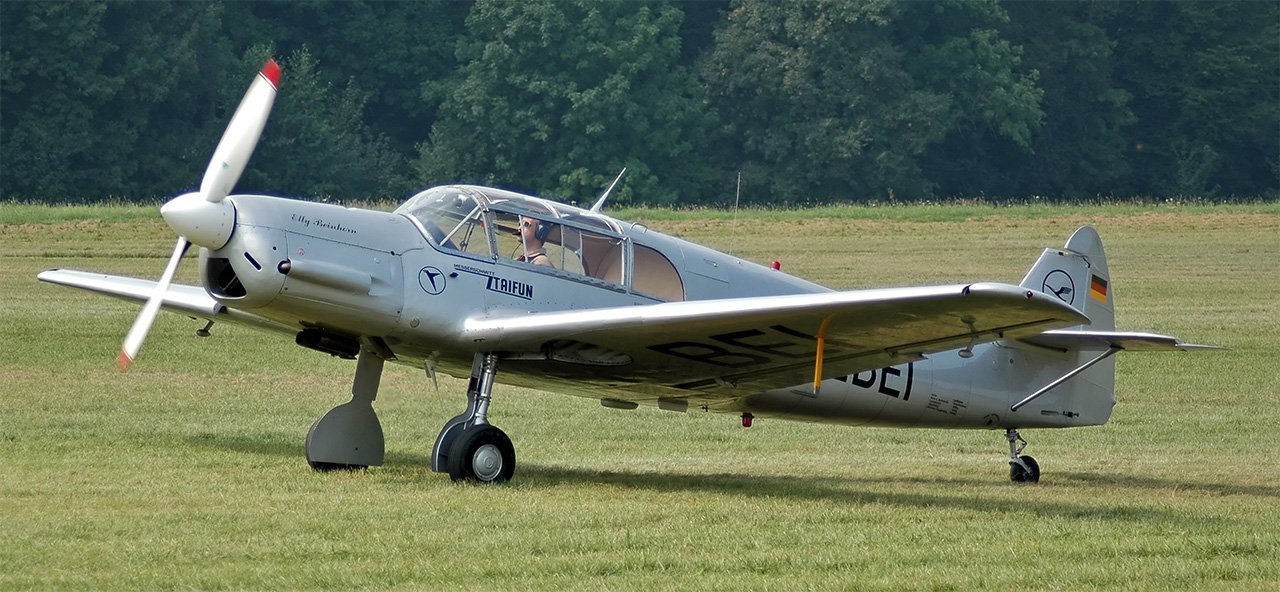
Messerschmitt Bf 108 B Taifun de la fondation Lufthansa Berlin.

Elle avait l’intention de battre un record particulier avec un Messerschmitt Bf 108 Taifun : faire un aller-retour Allemagne-Asie en 24 heures. À la place des sièges, elle fit monter deux réservoirs auxiliaires.
Elle décolla de Gleiwitz le 13 août 1935 à 3 heures 30 du matin. À six heures, elle avait déjà survolé cinq pays. À 9 heures 20, elle atterrissait à Yeşilköy, sur la rive asiatique du Bosphore, fit une heure de pause et prit le chemin du retour. Comme elle voulait revenir à Berlin, elle devait faire 450 km de plus qu’à l’aller. Peu avant Berlin, elle pénétra dans une zone d’intempéries (la Lufthansa avait interrompu ses vols sur Berlin) mais continua et atterrit à Tempelhof. Il était 18 h 08 et elle avait franchi 3 470 km. Elle y fut félicitée par Ernst Udet.
En septembre 1935, Elly Beinhorn assista à une course automobile sur la piste de Masaryk près de Brünn et y fit la connaissance du pilote de course Bernd Rosemeyer. Les deux eurent bientôt une liaison, mais elle ne voulait pas se marier. Elle était au sommet de sa carrière, pouvait tester les tout nouveaux avions de course et tenait sans cesse des conférences. Bernd Rosemeyer et elle finirent tout de même par se marier le 13 juillet 1936.
En cadeau de mariage, elle reçut un Bf 108 Taifun flambant neuf et elle commença à s’entraîner pour son prochain record : joindre 3 continents en 24 heures. Pendant ce temps, Rosemeyer s’entraînait sur le Nürburgring pour le Grand Prix d’Allemagne.
À cette même époque avaient lieu les Jeux olympiques à Berlin. Rosemeyer s’entraînait à Livourne et elle rejoignit Damas en passant par Constantinople. C’était le point de départ de son vol spectaculaire : joindre 3 continents en 24 h. Elle décolla le 6 août 1936 à deux heures du matin. Au lever du soleil, elle avait atteint Le Caire et y fit une escale. Du Caire, elle rejoignit Athènes en survolant la Méditerranée. Lorsqu’elle voulut en repartir direction Berlin, une pierre projetée par les roues arracha la gouverne de direction de son avion. Les techniciens de Lufthansa présents sur place réparèrent les dégâts aussi vite qu’ils purent et elle redécolla comme prévu. Elle atterrit à Berlin-Tempelhof après avoir franchi 3 750 km et où l’attendait son mari.
Ils partirent en voyage de noces en Afrique du Sud et son mari découvrit le pilotage. Il prit des cours et s’acheta un Klemm Kl 35.
Leur fils Bernd naquit le 12 novembre 1937 à Berlin. Elle avait continué à piloter pendant sa grossesse, ce qui lui avait valu des critiques véhémentes. Le 28 janvier 1938, la voiture de son mari qui tentait de battre un record de vitesse sur l’autoroute de Darmstadt fut soulevée par une rafale latérale à 440 km/h et fit plusieurs tonneaux. Il mourut sur le coup.

### La fuite en avant
Elly Beinhorn choisit de voler pour oublier. Laissant le petit Bernd chez ses grands-parents, elle partit en Perse, puis aux Indes et au Siam. Elle revint par la Turquie, les Balkans et la Hongrie.
La Seconde Guerre mondiale commença à l’automne 1939 et il n’était plus question de faire du pilotage de compétition. Elle était clouée au sol, son Taifun effectuant des vols de liaison pour la Luftwaffe. Elle se remaria en 1942 avec l’industriel Karl Wittmann (1904–1976). Ils eurent une fille, Stéphanie, qui naquit la même année.
Il eut été possible de continuer à voler au service de la Luftwaffe : Beate Uhse, Hanna Reitsch et la comtesse Schenk von Stauffenberg le firent bien, mais elle avait deux enfants en bas âge. Sa maison à Berlin bombardée, tous les souvenirs détruits, la famille fuit en Prusse-Orientale. Lorsque la ligne de front se rapprocha, elle traversa l’Allemagne en ruines avec ses enfants et finit par s’arrêter à Trossingen, sur le haut plateau de Baar.
Après le conflit, interdiction était faite aux Allemands de piloter. Elle allait souvent sur le terrain de vol à voile de Klippeneck (en) (Jura souabe) et à la fin de l’été 1948, le commandant français du terrain, qui la connaissait, lui demanda si elle voulait voler. Elle apprit à piloter les planeurs. Elle renouvela son brevet de pilote en Suisse au printemps 1951 sur un Piper, car c’était toujours interdit en Allemagne. Elle travailla comme journaliste et photographe pour un magazine et alla entre autres en Italie, en Afrique, en Finlande.
Lorsque l’interdiction de voler en Allemagne fut levée, elle y renouvela aussitôt sa licence de voltige aérienne. En 1959, elle participa à la 13e « Powder Puff Derby » et y remporta la médaille d’or dans l’épreuve du vol en étoile européen. En 1963, elle finit première dans la catégorie féminine du « vol européen » et deuxième pour le « vol en étoile au-dessus des Alpes ». Elle déménagea avec ses enfants à Fribourg-en-Brisgau où elle écrivit des livres et des histoires pour la radio.
En 1968, son fils épousa la comtesse Michaela zu Castell-Rüdenhausen (*1945), la fille du commandant de bord Wulf Diether comte zu Castell-Rüdenhausen (1905-1980) et de sa deuxième épouse, l’actrice autrichienne Luise Ullrich (1910-1985).
Elle rendit d’elle-même sa licence à 72 ans, en 1979. Elle finit ses jours dans une maison de retraite près de Munich. Elle fêta ses 100 ans le 30 mai 2007 avec sa famille.

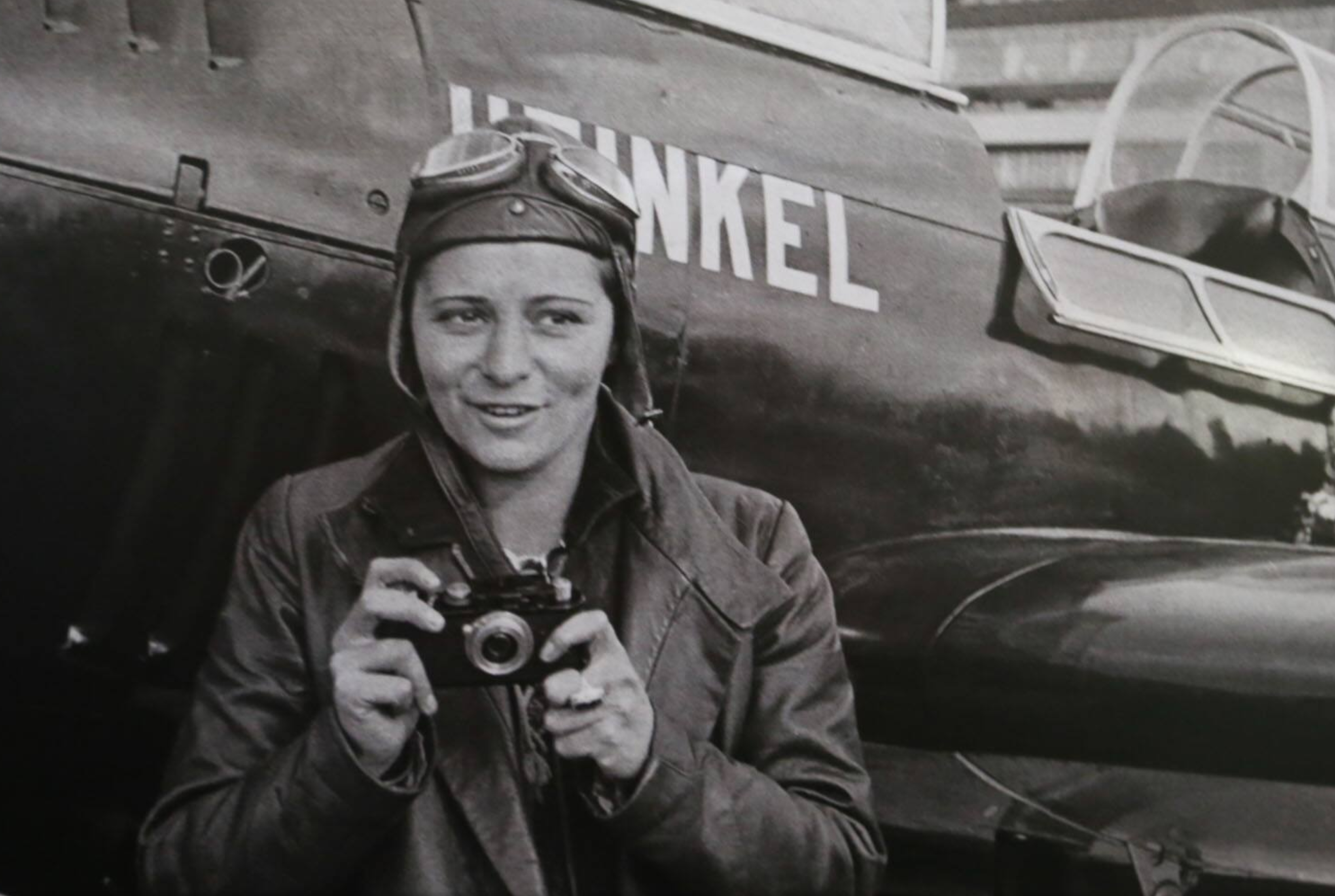
Elly Beinhorn (ca. 1934).

Elly Beinhorn mourut le 28 novembre 2007 à l’âge de 100 ans.

## Ses performances en résumé
- 1931 : vol en solitaire, plus de 7 000 km en Afrique
- 1932 : tour du monde en avion
- 1932 : record : tour du monde en solo
- 1933 : expédition transafricaine
- 1935 : record : deux continents en 24 h
- 1936 : record : trois continents en 24 h

## Distinctions
- Croix des pilotes du Pérou (1932)
- Aiguille d’or de l’aéro-club d’Allemagne (1953)
- Médaille d’or de l’association royale bavaroise d’aéronautique sportive (Bayrischer Königlicher Luftsportverband) (1970)
- Chaîne de Pionnière de la Rose des Vents (Pionierkette der Windrose) (1975)
- Officier de l'ordre du Mérite de la République fédérale d'Allemagne (1991)

## Source
- (de) Cet article est partiellement ou en totalité issu de l’article de Wikipédia en allemand intitulé « Elly Beinhorn » (voir la liste des auteurs).